# Моршанский 139-й пехотный полк
139-й пехотный Моршанский полк — пехотная воинская часть Русской императорской армии. С 1863 по 1918 год входил в состав 35-й пехотной дивизии.
Полковой праздник — 13 октября. Старшинство с 25 июня 1700 года. Часть дислоцировалась:
- 1864 — город Нижний Новгород[1];
- до 1893 года — Зарайск;
- 1893 — 1914 годы — Егорьевск Рязанская губерния (в 1893 году в связи с волнением на Хлудовской Фабрике, для установления порядка в городе, полк был переведён в Егорьевск).

## История

### Предшественники полка
Полковая история началась 25 июня 1700 года с формирования в Москве генералом Вейде пехотного Фёдора Балка полка в составе 10 рот. В том же году 19 ноября полк находился в бою под Нарвой; 18 июля 1702 года воинская часть участвовала при разбитии Шлиппенбаха при Гуммельсгофе и при штурмах Ямбурга (1703 год) и Дерпта (1704 год).
В 1703 году при полку была сформирована гренадерская рота; 10 марта 1708 года полк наименован Воронежским пехотным полком. В 1713 году формирование было отправлено в Финляндию и здесь участвовало в 1714 году при поражении шведов у деревни Лаппола, при взятии Вазы и Гангутском сражении. В 1716 году полк состоял в отряде князя Голицына, и был направлен на север для окончательного покорения Финляндии. С 1719 года полк нёс службу на галерах и в последующие два года принимал участие в нескольких поисках в Швецию и на Аландские острова. В 1722 году 4 роты полка, приняв участие в походе в Персию, находились при занятии Дербента и Баку.
С 16 февраля по 13 ноября 1727 года полк носил наименование 5-го Московского пехотного полка. 28 октября 1731 года гренадерская рота была уничтожена, и полк был приведён в состав 8 фузилёрных рот. Во время Крымских походов Миниха полк участвовал в штурме Очакова, 17 августа 1739 году принимал участие в сражении при Ставучанах и находился при занятии Хотина.
13 мая 1741 года из состоявших в ротах гренадер снова была сформирована гренадерская рота. В 1741—1742 годах воинская часть участвовала в войне со Швецией. 27 января 1747 году полк был приведён в 3-батальонный состав с 2 гренадерскими ротами.
Во время Семилетней войны полк участвовал в сражениях при Гросс-Егерсдорфе, Цорндорфе, Пальциге, Кунерсдорфе и при осаде и взятии Кольберга. В царствование императора Петра III полк именовался с 25 апреля по 5 июля 1762 года мушкетерским генерал-фельдмаршала принца фон-Гольштейна полком. 14 января 1763 года полк приведён в состав 2 батальонов с артиллерийской командой.
В 1-ю Турецкую войну Воронежцы находились при штурме крепости Бендеры в 1770 году. В 1782 году полк был отправлен на Кавказ и там участвовал 22 июня 1791 года в штурме Анапы, а 10 апреля 1796 года — при взятии Дербента и Баку. В 1796 году полк был наименован снова мушкетерским. В царствование императора Павла I полк именовался по фамилиям своих шефов, генерал-майора фон-Экельна и Арсеньева 2-го.
31 марта 1801 году полк снова был наименован Воронежским и в 1803 году развернут в 3 батальона. Во время войны Наполеоном в 1806—1807 гг. Воронежцы участвовали в сражениях при Прейсиш-Эйлау и Фридланде. В 1809 году, в войну с турками, полк находился в сражении под Татарицей и при неудачном штурме Рущука.  
19 октября 1810 года полк был наименован 37-м егерским. Дальнейшие боевые действия полка против турок выразились участием его в сражениях при Рущуке и Журже в 1811 году. 
В Отечественную войну 1812 года 37-й егерский полк вошёл в состав 3-й резервной армии и участвовал в сражениях при Городечне и Стахове. 6 октября 1813 года, под Лейпцигом, 37-й егерский полк вместе со Старооскольским пехотным полком атаковал Шенфельд и после штыкового боя ворвался в селение. Кампания 1814 года ознаменована участием полка в блокаде крепостей Майнца и Касселя и в сражении под Парижем.
В русско-турецкую войну 1828—1829 гг. 1-й и 2-й батальоны участвовали с 30 апреля по 7 июня в осаде Браилова, а затем в обложении Шумлы. 3 августа егеря, находясь в составе отряда генерал-лейтенанта Ридигера, участвовали в марше к селу Костежу и 14 августа отбили ночное нападение турок у Шумлы. 20 мая 1829 года полк был назначен на усиление гарнизона Правод и в течение 10 дней выдержал осаду армии великого визиря. 25 мая батальоны 37-го егерского и Полоцкого полков произвели вылазку и захватили редут, занятый 500 турками, которые бежали, оставив в наших руках 4 знамени. 29 мая осада Правод была снята, и полк в колонне генерала Ридигера перешёл через Балканы. Находясь в авангарде, полк с отличием действовал, под командованием полковника Лидерса, при переправе через р. Камчик, в сражении при д. Кеприкиой, Айдосе и 10 июля при атаке с. Келлелер взял турецкое знамя. 6 апреля 1830 года полку были пожалованы Георгиевские знамёна с надписью «За оборону Правод против турецкой армии в 1829 г.», знаки на головные уборы с надписью «За отличие» и «поход за военное отличие».
28 января 1833 года 1-й и 3-й батальоны 37-го егерского полка были присоединены к Азовскому пехотному полку и составили 3-й, 4-й и 6-й батальоны последнего. Во время Венгерской войны 1849 года полк находился в составе главных сил, но участия в сражениях не принимал. 25 июня 1850 году, в день 150-летнего юбилея, Азовский полк получил новые знамёна с надписью «1700—1850», с Александровской юбилейной лентой, при чём 3-му батальону, образованному из 1-го батальона 37-го егерского полка, была сохранена надпись: «За оборону Правод против турецкой армии в 1829 г.».
Во время Восточной войны Азовцы выказали ряд подвигов и были награждены 30 августа 1856 года Георгиевскими знаменами с надписью: в 1-м, 2-м и 4-м батальонах — «За дело на Кадыкиойских высотах 13 октября 1854 г. и за Севастополь в 1854 и 1855 гг.»; в 3-м батальоне эта надпись была добавлена к прежней.
В 1857 году 4-й батальон Азовского полка, образованный из 3-го батальона 37-го егерского полка, был выделен и назван 4-м резервным батальоном.

### Формирование и история Моршанского пехотного полка
13 октября 1863 года при образовании 35-й пехотной дивизии резервный батальон Азовского пехотного полка был переформирован в Моршанский пехотный полк в составе 3 батальонов с 3 стрелковыми ротами. При сформировании Моршанского пехотного полка ему были переданы из Азовского полка некоторые знаки отличия. 25 марта 1864 года к наименованию полка был присоединён № 139.
Во время русско-турецкой войны 1877—1878 гг. Моршанский полк, в составе XIII армейского корпуса, находился в Рущукском отряде и участвовал в боях: 9 августа — на реке Кара-Лом, 18 августа— при Карахасанкиой, 5 ноября — у д. Церковцы и 30 ноября 1877 года — при Мечке и Трестенике. За отличия, оказанные в эту войну, 17 апреля 1878 года полку были пожалованы: 1-му батальону — Георгиевский рожок с надписью: «За отличие в Турецкую войну 1877 и 1788 гг.», 2 батальону — Георгиевское знамя с такой же надписью и 3-му батальону — знаки на головные уборы также с тою же надписью. В 1879 году в полку был сформирован 4-й батальон. 18 марта 1884 года полку было присвоено старшинство пехотного Фёдора Балка полка с 25 июня 1700 года, и 1-й батальон получил от 3-го батальона Азовского пехотного полка. Георгиевское знамя, принадлежавшее 1-му батальону 37-го егерского полка. 
В 1893 году в связи с волнениями на Хлудовской Фабрике и усилиями городского головы, полк был переведён из Зарайска в Егорьевск. Трофеи русско-турецкой войны 1877-1878 гг. были размещены в полковой Казанской Церкви
25 июня 1900 года Моршанский полк праздновал 200-летний юбилей и получил новое Георгиевское знамя с дополнительной надписью «1700—1900», с Александровской юбилейной лентой.
1903 году Моршанский полк был отправлен в составе своей бригады на Дальний Восток, в 1904 году — мобилизован и затем принял участие в русско-японской войне. Моршанцы участвовали в сражениях при Вафангоу, под Ляояном, на Шахе. В ночь на 29 сентября (12 октября) 1904 года в период Шахэйского сражения трём батальонам 139-го пехотного Моршанского и одному батальону 140-го пехотного Зарайского полевых полков удалось внезапным нападением без выстрела овладеть деревней Ендониулу) и в Мукденских боях, где полк, потеряв более 1/2 своего состава, геройски оборонял участок позиции у железнодорожного редута и у д. Ханченпу, а затем прикрывал отступление XVII армейского корпуса. В награду за подвиги в войну с Японией полку были пожалованы 18 апреля 1910 года знаки отличия: нагрудные — для офицеров и на головные уборы — для нижних чинов.
Перед началом Первой мировой войны в состав формирования входило четыре батальона. При мобилизации в 1914 году полк выделил кадр для сформирования 287-го пехотного Тарусского полка. 139-й Моршанский участвовал участвовал в военных действиях Первой мировой войны, а после Октябрьской революции воинская часть была расформирована.
Действовал в Тарношинском бою 15 августа 1914 г.
- Моршанец. Фотография начала XX века
- Группа моршанцев. Фотография начала XX века

## Знаки отличия
1. Полковое Георгиевское знамя с надписью: «За оборону Правод против турецкой армии в 1829 г., за дело на Кадыкиойских высотах 13 октября 1854 г., за Севастополь в 1854 и 1855 гг. и за отличие в Турецкую войну 1877 и 1878 гг.» и «1700—1900», с Александровской юбилейной лентой[6]
2. Знаки отличия: нагрудные для офицеров и на головные уборы для нижних чинов с надписью: в 1 и 2-м батальонах — «3а отличие в Турецкую войну 1828 и 1829 гг. и в 1904—05 гг.» и в 3 и 4-м батальонах — «За отличие в Турецкую войну 1877 и 1878 гг. и в 1904—05 гг.»[6]
3. Поход за военное отличие
4. Георгиевский рожок с надписью: «За отличие в Турецкую войну 1877 и 1878 гг.»[6].

## Георгиевские кавалеры
Пугачев Иосиф. Зауряд-прапорщик. Участник русско-японской войны 1904—1905 годов. Награждён Знаками Отличия Военного ордена Святого Георгия (с 1913 года — Георгиевский крест):
- I степени № 803 «за разновременные отличия в делах против японцев». Этот знак был выдан взамен ошибочно повторно пожалованного ему креста 2-й степени № 1895.
- II степени № 855 «за мужество и храбрость, оказанные им разновременно в боях с японцами в 1904 г.».
- II степени № 1895 «за разновременные отличия в делах против японцев»[7].

## Командиры полка
Списки шефов и командиров полков - исторических предшественников Моршанского пехотного см. в ст. 37-й егерский полк.
- 13.10.1863 — 05.11.1863 — полковник Лукошков, Ираклий Васильевич
- 05.11.1863 — 29.11.1867 — полковник Вуяхевич, Алексей Авимович[1]
- 29.11.1867 — хх.хх.1868 — полковник барон Энгельгардт, Евгений Яковлевич
- хх.хх.1868 — хх.05.1869 — полковник Ильинский, Фёдор Фёдорович
- 24.05.1869 — 26.12.1874 — полковник Корсак, Ричард Валерианович
- 26.12.1874 — 03.10.1878 — полковник Венцель, Эдуард Адольфович
- 28.10.1878 — 12.12.1884 — полковник Курсель, Виктор Магнусович
- 29.12.1884 — 29.04.1885 — полковник Болотов, Василий Григорьевич
- 23.05.1885 — 08.06.1892 — полковник Ляпунов, Александр Яковлевич
- 22.07.1892 — 26.03.1899 — полковник Домбровский, Франц Иванович
- 08.04.1899 — 09.03.1904 — полковник Язвин, Фёдор Константинович
- 16.03.1904 — 29.01.1905 — полковник (с 06.12.1904 генерал-майор) Петров, Александр Карпович
- 09.03.1905 — 30.10.1908 — полковник Василевский, Владислав Михайлович
- 01.11.1908 — 06.12.1911 — полковник Лилеев, Семён Николаевич
- 07.12.1911 — 12.12.1914 — полковник Гутор, Александр Евгеньевич
- 19.12.1914 — 10.11.1916 — полковник Бекаревич, Георгий Степанович
- 23.12.1916 — 03.08.1917 — полковник Эйсмонт, Михаил Николаевич
- 16.09.1917 — после 23.10.1917 — полковник Ляхов, Пётр Платонович